# Hedgehog

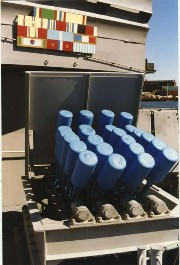
Een hedgehog

De hedgehog (Engels voor 'egel') was tijdens de slag om de Atlantische Oceaan een inrichting die ineens een serie dieptebommen van 24 stuks afwierp op een onder water varende onderzeeër. De kans dat deze serie dieptebommen rondom en op de onderzeeboot terechtkwamen was zeer reëel en doeltreffender dan de traditionele verspreide dieptebommen. Ontploften ze niet onder water, dan had men het doel gemist. Ontploften ze wél onder water, dan was de onderzeeër geraakt.
Een alleen varende torpedobootjager had ook een oplossing voor verloren ASDIC-contact, niet zo ingewikkeld en niet zo doeltreffend, hij beschikte over een inrichting om dieptebommen vóór het oorlogsschip uit te werpen.  De eerste versie ervan werd "hedgehog" genoemd. Het was een batterij van 24 dieptebommen die alle een contactbuis hadden. Het voordeel was dat er geen explosies volgden als de U-boot niet geraakt was en dus het ASDIC-contact niet verbroken werd.

## Statistieken
In de twee maanden september en oktober 1943 verloor het U-bootwapen niet minder dan 25 onderzeeboten bij deze nieuwe aanvallen op de Noord-Atlantische konvooiroutes. Daartegenover stond slechts een resultaat van 9 getorpedeerde geallieerde schepen.
Eind oktober bracht het einde van de roedeltactiek. Van die tijd af verspreidde groot-admiraal Dönitz de grote concentraties, aangezien ze juist het soort doelen schenen te zijn die de escorteschepen het liefst zagen. Hij verdeelde zijn boten in kleine, onafhankelijke actiegroepen. Maar zelfs die waren voor de waakzame vliegtuigen niet veilig. Diverse groepen van 2 of 3 U-boten, die zich gevormd hadden in de wateren ten oosten van Newfoundland en ten zuiden van Groenland, kwamen tot de ontdekking dat met Leigh Light-zoeklicht gewapende vliegtuigen op hen af kwamen, zodra ze hun periscoop maar boven water staken. En als die vliegtuigen zelf geen bommen afwierpen, kwamen de escorteschepen spoedig toeschieten. De U-bootcommandant moest dan zijn aanvalstactiek staken en snel naar de relatief veilige zeediepte duiken, vooraleer de escorteschepen boven hem waren. De ontwijkingstactiek was voor de onderzeeër bijna het beste, als hij zijn roeren dwars liet zetten en volle snelheid naar bak- of stuurboord liet uitwijken. Zo kwam hij uit de dieptebommenlaag en uit de vaarroutebaan van het escorteschip. De dieptebommen ontploften dan op een afstand, achteraan de onderzeeër. Er bestond dan 40 à 50% kans dat een van de roeren, duikroeren of de schroeven geraakt werden. Maar beter dát dan een opengereten druktank. Als een van de twee duikdruktanks geraakt werd, vloeide de olie eruit en de trim-perslucht voor het opstijgen ging dan verloren waardoor opstijgen onmogelijk werd.